# Суматранска видра
Суматранска видра (лат. Lutra sumatrana) је врста кунолике звери (Mustelidae) из потпородице видри.

## Распрострањење
Врста је присутна у Вијетнаму, Камбоџи, Малезији и Тајланду.

## Станиште
Станишта ове врсте су копнена, морска, и слатководна подручја.

## Угроженост
Ова врста се сматра угроженом.

### Популациони тренд
Популација ове врсте се смањује, судећи по расположивим подацима.